# Oringsjön
Oringsjön är en sjö i Sollefteå kommun i Ångermanland och ingår i Ångermanälvens huvudavrinningsområde. Sjön har en area på 0,225 kvadratkilometer och ligger 327,1 meter över havet. Oringsjön ligger i naturreservatet Oringsjö och i Oringsjö/Mo-Långsjön Natura 2000-område.

## Delavrinningsområde
Oringsjön ingår i det delavrinningsområde (703880-156642) som SMHI kallar för Utloppet av Oringssjön. Medelhöjden är 342 meter över havet och ytan är 1,38 kvadratkilometer. Det finns inga avrinningsområden uppströms utan avrinningsområdet är högsta punkten. Vattendraget som avvattnar avrinningsområdet har biflödesordning 3, vilket innebär att vattnet flödar genom totalt 3 vattendrag innan det når havet efter 86 kilometer. Avrinningsområdet består mestadels av skog (84 procent). Avrinningsområdet har 0,23 kvadratkilometer vattenytor vilket ger det en sjöprocent på 16,3 procent.